# Спинеллис, Михаил

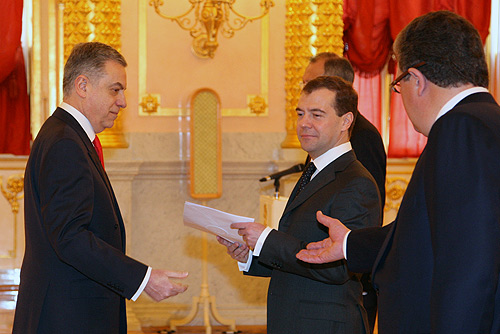
Вручение вверительной грамоты Послом Греции Михаилом Спинеллисом Президенту России Дмитрию Медведеву, 2009 год

Михаил Спинеллис (р. 26.03.1953, Афины) — греческий дипломат, бывший посол Греции в России (2009—2013).

## Биография
В 1975 году окончил факультет права и экономики Университета Аристотеля в Салониках.
В 1976—1977 годах служил в армии.
С 1979 года на дипломатической службе.
В 2000—2005 годах был послом Греции в Сербии и Черногории.
В 2009—2013 годах — посол Греции в России (Чрезвычайный и полномочный посол Греческой Республики в Российской Федерации), а также посол Греции в Таджикистане.
Женат, имеет дочь.